# Prinsessan Maria, hertiginna av Gloucester och Edinburgh

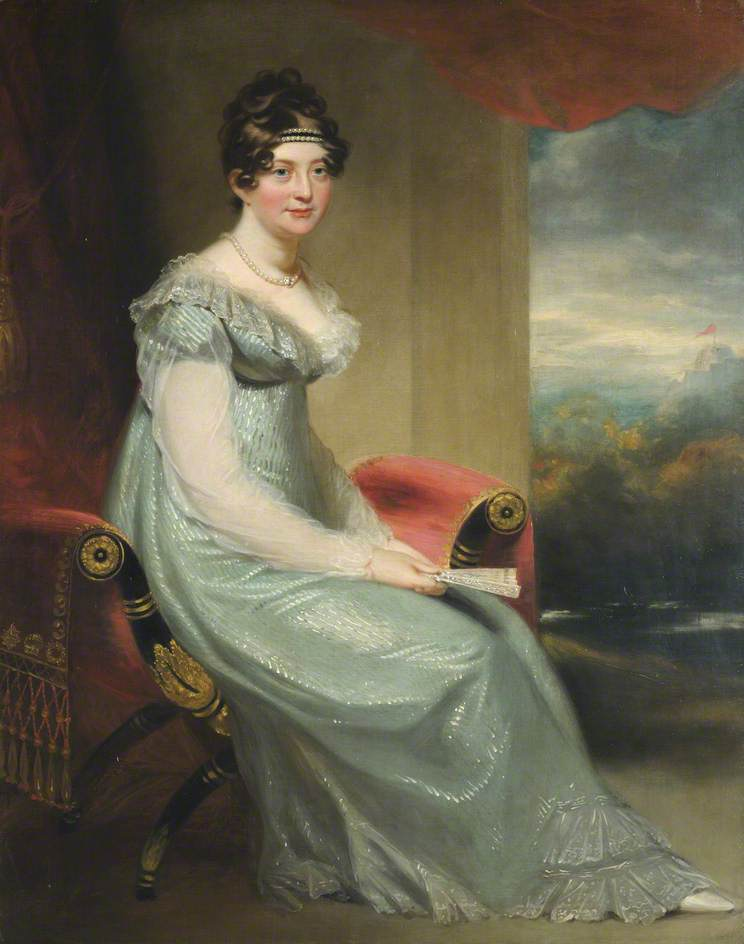
Prinsessan Maria, hertiginna av Gloucester och Edinburgh.

Prinsessan Maria, hertiginna av Gloucester och Edinburgh, född 1776 på Queens House (senare Buckingham Palace ), död 1857 på Gloucester House i London, var en brittisk prinsessa och hertiginna, gift med sin kusin prins William Frederick, hertig av Gloucester och Edinburgh. Hon var dotter till kung Georg III av Storbritannien och Charlotte av Mecklenburg-Strelitz.

## Biografi
Prinsessan Maria och hennes systrar undervisades i musik, dans, konst, engelska, franska, tyska och geografi under överinseende av sin guvernant Lady Charlotte Finch.
Maria framförde 1791 en menuett på en hovbal och debuterade officiellt i det vuxna sällskapslivet tillsammans med sin syster Sofia på faderns födelsedagsbal 1792. Hon ansågs vara den vackraste av systrarna.
Till skillnad från vad som var normen för prinsessor under hennes samtid blev hon inte bortgift i femtonårsåldern, eftersom hennes far inte ville att hans döttrar skulle gifta sig; dels på grund av hans systrars olyckliga äktenskap utomlands, och dels för att han var nöjd med att behålla dem hemma. De fick istället leva ett överbeskyddat liv som sällskap åt sin mor, fick aldrig träffa personer utanför hovet eller umgås för nära med män. 
Hon förälskade sig år 1796 i prins Fredrik av Oranien, vars familj levde i exil i England, men tilläts inte gifta sig, då fadern ville att hennes äldre systrar skulle gifta sig först. Då Fredrik dog 1799 tilläts Maria bära sorgdräkt.
Några år senare mottog hon ytterligare ett frieri från prins Wilhem Hessen-Philipstahl-Barchfeld, som beskrevs som vacker men fattig, och även det avböjdes av hennes föräldrar.
När hennes far kungen år 1811 slutligen insjuknade i permanent psykisk sjukdom och hennes bror tronföljaren utsågs till regent, fick systrarna uppleva mer frihet tack vare sin bror prinsregenten. 
Den 22 juli 1816 gifte sig Maria med sin kusin, prins William Frederick, hertig av Gloucester och Edinburgh, varpå hennes bror höjde hennes makes titel från höghet till kunglig höghet. 
William påstods ha friat till sin kusin Maria runt tjugo gånger innan han fick ja, men det är okänt om det är sant eller bara ett rykte som hittades på för att det lät romantiskt. Samtida vittnen beskriver William som förälskad och uppmärksam mot Maria, medan hon fortsatte att visa sin egen familj mer intresse än sin make.  
Hon förmodas ha gift sig för att det var det enda sättet för henne att kunna flytta hemifrån, slippa sin mors övervakning och leva ett självständigt liv, och hon beskrivs som nöjd och belåten med att vara gift och ha sitt eget hushåll: hon levde ett ordinärt societetsliv, tillbringade vintrarna på Gloucester House i London och somrarna i Bagshot Park på landet, och fortsatte att engagera sig i sin familjs angelägenheter, nöjd med att hon i fortsättningen kunde göra det från sitt eget hus och inte längre under sin mors övervakning.
Maria hade en nära relation med sin bror, kung Georg IV av Storbritannien, och stod på hans sida under hans skilsmässa. Hon ansågs ha varit favoritfaster åt sin brorsdotter, drottning Victoria.